# Camptotypus testaceus
Camptotypus testaceus är en stekelart som först beskrevs av Cameron 1907.  Camptotypus testaceus ingår i släktet Camptotypus och familjen brokparasitsteklar. Inga underarter finns listade.